# Louis de la Bourdonnais
Louis Charles Mahé de la Bourdonnais (ur. 1795 lub 1797 na Reunionie, zm. 13 grudnia 1840 w Londynie) – francuski szachista, nieoficjalny mistrz świata w latach 1821–1840. 

## Życiorys
Urodził się na francuskiej wyspie Reunion na Oceanie Indyjskim. Jego ojcem był gubernator tej wyspy. Szachy poznał podczas studiów w Paryżu. Od 1818 roku był stałym bywalcem paryskiej kawiarni Café de la Régence, gdzie poznał najsilniejszego wówczas szachistę świata Alexandre'a Deschapellesa, u którego poznawał tajniki gry na mistrzowskim poziomie. W 1821 roku w rozegranym pod Paryżem trójmeczu pokonał swojego nauczyciela 6 - 1 (Deschapelles dawał piona i dwa ruchy przewagi) oraz szkockiego mistrza szachowego Johna Cochrane'a 7 - 0. Pokonany Deschapelles wkrótce po owym trójmeczu ogłosił wycofanie się z szachów (na rzecz wista). La Bourdonnaisa zaczęto uważać za najsilniejszego szachistę na świecie.
Swoją sławę niezwyciężonego szachisty La Bourdonnais podtrzymywał w następnych latach. W 1823 i 1825 roku odwiedził Londyn, gdzie pokonał wszystkich profesjonalnych szachistów, którzy przyjęli jego wyzwanie. W 1831 roku stracił cały swój majątek (w znacznej części odziedziczony po ojcu) na nieudanych spekulacjach i był zmuszony utrzymywać się z szachów. W 1833 roku wydał w Paryżu dwutomowy Nouveau Traite du Jeux des Echecs (Nowy traktat o grze w szachy), zawierający praktyczne rady, jak systematycznie uczyć się szachów oraz jak liczyć warianty.
W 1834 roku La Bourdonnais został zaproszony do rozegrania meczu z irlandzkim mistrzem, uważanym za najsilniejszego wówczas brytyjskiego szachistę, Alexandrem McDonnellem. W lecie tego roku w Londynie szachiści rozegrali sześć meczów, na które złożyło się 85 partii. Ogólny bilans partii był korzystny dla Francuza: +45 -27 =13. Było to pierwsze w historii szachowe wydarzenie, któremu towarzyszył szeroki rozgłos, głównie za sprawą dzienników i periodyków publikujących relacje na bieżąco. Poszczególne partie były w prasie komentowane i analizowane przez ekspertów. W oparciu o rozegrane partie została wydana książka, która służyła później kolejnym pokoleniom szachistów jako doskonały materiał dydaktyczny.
Szósty mecz został przerwany z powodu konieczności powrotu La Bourdonnaisa do Paryża. Planowano dokończenie meczu, jednak rok później McDonnell zmarł złożony ciężką chorobą. La Bourdonnais również podupadał na zdrowiu. Problemy zdrowotne i finansowe towarzyszyły mu już do końca życia. Został zmuszony przez swoich wierzycieli do sprzedania wszystkiego, co posiadał, łącznie z ubraniami. Przez krótki okres był sekretarzem Paryskiego Klubu Szachowego, który jednak dość szybko zbankrutował. W 1840 roku w poszukiwaniu pracy przeniósł się do Londynu, gdzie zmarł 13 grudnia. Został pochowany na tym samym cmentarzu, co jego wielki przeciwnik, Alexander McDonnell.